# 317452 Wurukang
317452 Wurukang este o planetă minoră (asteroid) din centura de asteroizi. A fost descoperită pe 7 august 2010 la Xuyi County⁠(d) de Observatorul de pe Muntele Purpuriu⁠(d). 
Obiectul prezintă o orbită caracterizată de o semiaxă mare de 2,5358371615732 UAi, o excentricitate de 0,17307093388641, o înclinație de 15,922272411397 ° în raport cu ecliptica.